# Hick's Cays
Hick's Cays är öar i Belize. De ligger i distriktet Belize, i den nordöstra delen av landet, 80 km nordost om huvudstaden Belmopan.